# 狩野一信

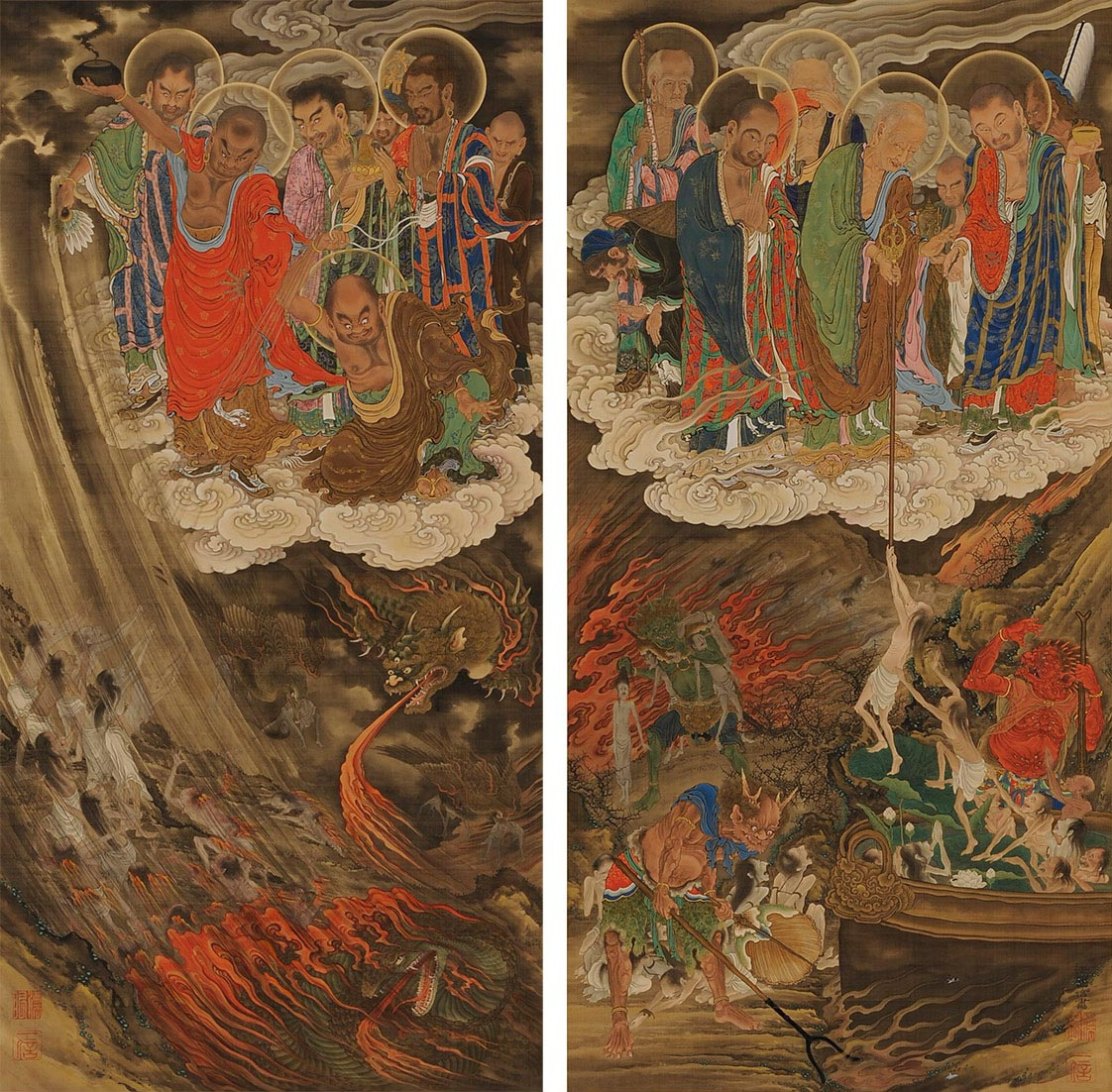
増上寺本「五百羅漢図」のうち第21幅（右）・第22幅（左）「六道 地獄」。第21～40幅は六道をめぐり救済を行う羅漢が描かれ、地獄はそのうち第21～24幅に当てられる。第21幅は、釜茹での釜に羅漢が枝を振ると、釜が蓮池に変わり、すかさず錫杖を伸ばして罪人を掴まらせる場面。第22幅は、八大地獄のなかでも最下層の阿鼻地獄に現れた羅漢たちが活躍する場面。高く振り上げた鉢からは黒雲が沸き立ち嵐となり、羽の扇を振り下ろせば強風となって火を打ち消す。見得を切るように気合を込めれば怪物たちの動きを押しとどめ、仏像から放たれた光に罪人たちは救いをみる。こうした地獄の描写は、全100幅の中で特に一信の集中力が漲ぎっており、制作のピークを迎えている。

狩野 一信（かのう かずのぶ、文化13年（1816年）誕生日不明 - 文久3年9月22日（1863年11月3日））は、江戸時代後期の絵師。本姓は不明、後に逸見。通称、豊次郎（とよじろう）。号は顕幽斎。なお、研究の進展により一信は生前に狩野姓を名乗ったことはなく、「逸見一信（へんみ かずのぶ）」、あるいは「顕幽斎一信（けんゆうさい かずのぶ）」と呼ぶのが適切とする意見もある（後述）。なお、徳川将軍家の表絵師として仕えた深川水場狩野家に狩野梅笑一信という絵師がおり、両者を混同している書籍もあるが、両者は生歿年が異なる別人である。
増上寺に全100幅にも及ぶ大作「五百羅漢図」を残したことで知られる。

## 伝記

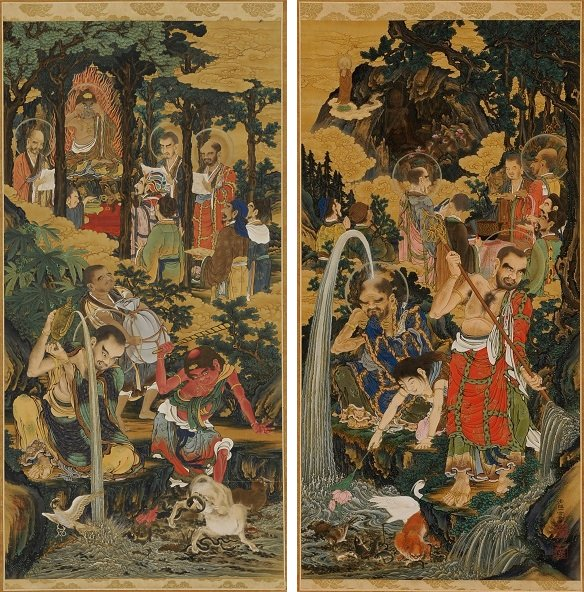
増上寺本「五百羅漢図」のうち第51幅（右）・第52幅（左）。第51幅からの10幅は「神通」、すなわち羅漢たちの神通力を描く。第51・22幅は干上がった川に羅漢たちが神通力で水を注ぎ、食べられそうになる魚たちを助ける場面。

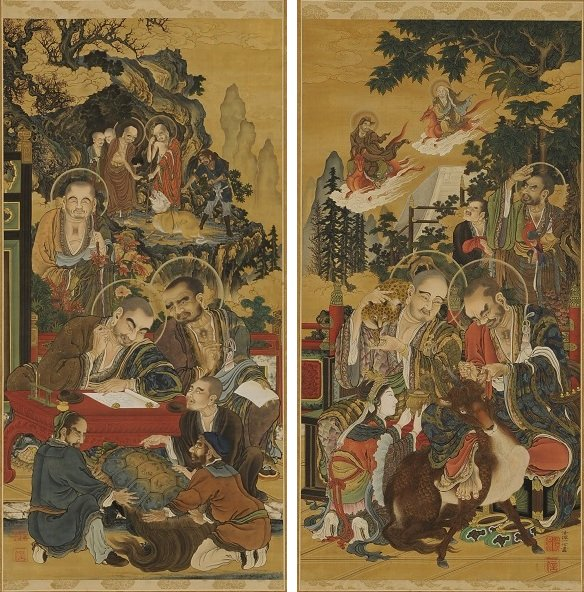
増上寺本「五百羅漢図」のうち第61幅（右）・第62幅（左）。第61幅からの10幅は「禽獣」、羅漢たちが霊獣たちを手懐け、聖なる動物をも意のままにできる神通力を示す。未だ100幅完成まで先は長いが、60幅代から画の質が落ち始めており、一信の病いが次第に重くなっていく様が想像できる。

### 画歴
江戸本所林町（現在の東京都墨田区立川）に骨董商の次男として生まれる。幼少から絵を好んだらしい一信は、父の勧めで堤派の絵師に就いたといわれ、一信の就学時期と同時代に活躍した3代目堤等琳を師匠としたと想定できる。確かに、人物の筆勢の強い輪郭線やアクの強い表情に両者の共通性が見いだせる。若い頃から老成の風があり、周囲には少々変わり者と映ったようだ。他に四条派、土佐派なども学び、薬研堀に住む狩野直信（伝不詳）の幼名を受けて一信と号した。
更に諸書で「狩野素川」に付いたとされる。この「狩野素川」とは、軽妙洒脱な画風で「素川風」と評された表絵師浅草猿屋町代地狩野家の狩野素川章信だと思われがちだが、章信没時に一信は11歳で、諸派を学んだ後に師事する年齢にしては若すぎる。飯島虚心の『河鍋暁斎翁伝』に逸見一信が、章信と同じく素川を名乗った同じ猿屋町狩野家の狩野素川寿信に就いたとしており、こちらが正しいと考えられる。ただし、一信の子孫が持つ絵画資料の中には、章信画の縮図などが含まれており、少なくとも寿信を通じて章信に私淑していたとも取れる。一信にとっては自らを権威付け、後述する法橋叙任を優位にするため、「狩野素川」を師だと表明していたと考えられる。

### 逸見舎人と妻との出会い
兄としばしば争いを起こしたため、天保7年（1836年）22歳の正月元旦に家を出る。両国米沢町に数年仮寓し、25歳頃に知り合った逸見（へんみ）舎人との出会いで転機が訪れる。大山石尊の御祷師で易者でもあった逸見舎人は、一信に大望を抱く異相があるとして気に入り、その娘やすと結婚させた。婿入りした一信は、この妻の姓「逸見」を名乗る。ところが今度は義母との折り合いが悪く、一信は再び家を出てしまう。父の許しもあって後を追ってついてきた妻と共に江戸各地を転々としながら、看板や提灯の絵を描いて糊口をしのいだ。しかし、家は貧しくやすは浅草八幡境内の不動尊に3年願掛けしたという。また浅草に住んでいた時は、近くの柴田是真とも交流したという。安政2年（1855年）3月に起こった大火で、夫妻は全財産を失ってしまい、増上寺の子院・源興院に身を寄せる。ここで後に五百羅漢図の願主となる法誉了瑩上人と出会い、嘉永3年（1850年）源興院10世となった了瑩のために、源興院仏堂に「十六羅漢図」を描いた。

### 五百羅漢図の制作へ
了瑩は嘉永6年（1853年）に「五百羅漢図」制作を発願。一信は了瑩の後援により「五百羅漢図」制作に専心するため、芝浜松町に住居を決めたと推測される。翌3月了瑩は病のため源興院を退くが（同年9月没）、後継の慎誉亮迪上人が「五百羅漢図」事業も受け継ぎ、制作資金3000両を用意する。一信は大覚寺から、安政3年（1856年）に法橋、文久2年（1862年）に法眼を得ているが、これも了瑩上人、または亮迪の後ろ盾があったか、あるいは大覚寺の末寺で一信の作品が残る成田山新勝寺の関与があったことが想定できる。
一信は亮迪と同行して、鎌倉光明寺・円覚寺・建長寺の羅漢図や、本所羅漢寺の五百羅漢像などを自作に活かすべく拝観した。他にも一信は、増上寺の学侶・養鸕徹定や日野霊瑞、大雲（義寛）に指導を受けている。彼らは、日本の羅漢図では伝統的規範となっていた、中国の李龍眠や張思恭、日本の明兆や雪舟らの羅漢図は、法衣や器物が中国のもので羅漢本来の姿を表していないと批判し、インドの古儀に適ってないといけないと説いた。ただし、彼らの言うインドの古儀の中身についてはまだ検討されておらず、「五百羅漢図」には当時庶民に流布していた仮名書き・絵入りの『往生要集』版本の影響も指摘されているが、幕末明治という動乱期における異国や異界への意識が反映されていることが予想される。
しかし、一信は多年に渡る大作の制作でうつ病にかかり、「五百羅漢図」完成間近（96幅、一説に90幅または80幅）で数え48歳で没した。遺体は増上寺の子院安蓮社に葬られた。法号は法雲院法眼徳誉一信居士。

## 羅漢図のその後
「五百羅漢図」は出家して名前が変わった妻妙安や、一信夫妻に子はなかったため逸見家の養子となった弟子の一純（かずよし）らの手で完成された。一信没年の12月に妙安は96幅を増上寺に納め、翌年1月13日開眼供養が行われた。妙安は、明治初期の廃仏毀釈にさらされても「五百羅漢図」を守りぬき、明治11年（1878年）羅漢を安置するため、増上寺内に自ら尽力して建立した羅漢堂の堂主となった。この時妙安は、資金集めのため五百羅漢図の副本を作成し、全国の関連寺院に頒布、購入を呼びかけたらしく、清凉寺や蔵田寺（横浜市戸塚区）、萬年寺（広島県福山市）などに所蔵されている。羅漢堂で妙安は、「五百羅漢図」の内6幅ないし8幅を月毎に掛け、参詣者に絵解きをしたという。洋画家の黒田清輝は、洋行中に一信のことを尋ねられて答えに窮したため、帰国後一信の事績を調べて、羅漢堂に訪れ妙安にも会い、その画技に感嘆したという。
妙安死後は一純が堂主を継いだが、昭和20年（1945年）5月に戦災で羅漢堂は焼失。「五百羅漢図」は別の建物に保管されていたため被害を免れた。「五百羅漢図」は増上寺に改めて保管されることになったが、広く公開される機会と場所を失ってしまった。しかし、昭和58年（1983年）「五百羅漢図」が港区指定文化財にされたのが契機となって、東京都港区教育委員会によって作品調査の実施と調査報告書の刊行され、各地の展覧会に「五百羅漢図」が展観される機会が増えつつある。2012年春には、アメリカのアーサー・M・サックラー・ギャラリーでも展示され、開会数日で図録が完売したという。こうした一信再評価の流れを受けて増上寺でも展示場所を新たに作る機運が高まり、平成27年（2015年）4月宝物展示室が設けられ、五百羅漢図も常時10幅程度公開されている。翌28年（2016年）には、増上寺が所蔵する逸見家伝来の一信資料も港区指定文化財となり、研究が進められている。

## 姓名について
当時の人名録には、ほぼ同様に「画 一信（号顕幽斎）浜松町二丁目 逸見一信」と登録されている。一信は狩野直信という絵師に学び「狩野」姓の名乗りを許されたと伝わるが、一信の画風からは狩野派との類似性は乏しい。さらに現存する一信作品の署名は「源一信」「顕幽斎一信」、僧位を得てからは「法橋一信」「法眼一信」と記しており、「狩野」署名のある例はない。このことから「逸見一信」、あるいは一信が自作に落款した通り「顕幽斎一信」と呼ぶ方が適切とする意見もある。狩野一信と呼ばれ始めたのは、明治27年（1894年）8月の大村西崖「狩野一信伝」（京都美術協会雑誌27号）が初見で、以後諸書に引用されてこの名が広まっていった。反面、大村は妻・妙安に取材してこの文章を書いており、「狩野一信」という表記には妙安の意向が強く反映されていると想定できる。妙安は先述の通り生涯一信を支え、その画業の顕彰に努めており、その遺志を尊重すべきという意見や、ようやく「狩野一信」の名前が広がりつつある現状で表記に混乱をきたすのは避けるべきだとする意見もある。

## 作品

### 法橋叙任以前
| 作品名                   | 技法                   | 形状・員数      | 所有者                                                       | 年代                 | 款記・印章                                                                         | 備考                                         |
| ------------------------ | ---------------------- | --------------- | ------------------------------------------------------------ | -------------------- | ---------------------------------------------------------------------------------- | -------------------------------------------- |
| 羅漢図                   | 紙本著色               | 1幅             | ミネアポリス美術館（クラーク日本美術・文化研究センター旧蔵） |                      | 「一信之印」朱文重郭印                                                             |                                              |
| 踊り骸骨図               | 絹本墨画淡彩           | 1幅             | ボストン美術館                                               |                      | 「一信之印」朱文重郭印                                                             | 賛者不明                                     |
| 五条橋の牛若丸弁慶図扁額 | 紙本著色扁額           | 絵馬1面         | 東京・浅草寺                                                 | 弘化4年（1847年）4月 | 款記「弘化四丁未夏四月 顕幽齋源一信謹寫」/「顕幽齋」白文方印・「一信之印」朱文方印 |                                              |
| 頼朝千羽鶴放生会図       | 板絵著色扁額           | 絵馬1面         | 北海道留萌市・礼受（れうけ）厳島神社                         |                      | 款記「顕幽齋 源一信筆」/「顕幽齋」朱文方印・「弌信」朱文方印                       |                                              |
| 羅漢図                   | 紙本著色               | 4面（元壁貼付） | フランス・ギメ美術館                                         |                      |                                                                                    |                                              |
| 弐福神図                 | 絹本著色               | 1幅             | 個人                                                         | 嘉永6年（1853年）    | 款記「嘉永癸丑春 顕幽斎一信筆」/「弌信」白文方印・「顕幽斎」朱文方印               |                                              |
| 源平合戦図屏風・龍虎図   | 紙本金地著色・紙本墨画 | 六曲一双        | 板橋区立美術館                                               | 嘉永6年（1853年）    |                                                                                    | 「源平合戦図」の裏に「龍虎図」が描かれている |
| 趙雲図                   | 絹本著色               | 1幅             | 大英博物館                                                   |                      | 款記「顕幽斎一信筆」/「弌信」白文方印・「顕幽斎」朱文方印                          |                                              |
| 天神図                   | 絹本著色               | 1幅             | リンデン美術館（ベルツ・コレクション）                       |                      | 款記「源一信謹筆」/「弌信」白文方印・「顕幽斎」朱文方印                            |                                              |
| 鍾馗図                   | 絹本著色               | 1幅             | ボストン美術館                                               |                      | 款記「應需信楽主人 顕幽斎畫」/「顕幽斎」白文方印・「一信」朱文方印                 |                                              |
| 東照大権現像             | 絹本著色               | 1幅             | 德川記念財団                                                 | 安政2年（1855年）    |                                                                                    |                                              |
| 寿老人・山水図           | 絹本墨画金彩           | 3幅対           | 個人                                                         | 款記「顕幽斎一信筆」 |                                                                                    | 旧高崎藩安藤家伝来                           |
| 十六羅漢図               | 紙本墨画金泥           | 2幅（元壁貼付） | 千葉・成田山新勝寺                                           |                      |                                                                                    |                                              |

### 法橋叙任以後
| 作品名                                    | 技法                             | 形状・員数      | 所有者                               | 年代              | 款記・印章         | 備考 |
| ----------------------------------------- | -------------------------------- | --------------- | ------------------------------------ | ----------------- | ------------------ | --- |
| 釈迦文殊普賢菩薩四天王十大弟子図          | 紙本墨画金泥                     | 1幅（元壁貼付） | 千葉県・成田山新勝寺                 |                   |                    | 全体の構成は、養がい徹定が弘化5年（1848年）に購入した「五百羅漢図」（知恩院蔵、高麗末～李氏朝鮮初期）の中央部分にほぼ一致する。 |
| 釈迦堂天井画 雲龍図・伎楽天図・風神雷神図 | 板絵墨画金泥・板絵著色・板絵著色 | 1面・2面・2面   | 千葉県・成田山新勝寺                 | 安政3年（1856年） |                    | |
| 力士図                                    | 絹本著色                         | 1幅             | 個人                                 |                   |                    | |
| 西王母図                                  | 絹本著色                         | 1幅             | 個人                                 |                   |                    | |
| 観瀑図                                    | 紙本墨画淡彩                     | 1幅             | 個人                                 |                   |                    | |
| 唐子図                                    | 紙本著色                         | 1幅（元屏風か） | 大英博物館                           |                   |                    | |
| 布袋唐子図                                | 絹本著色                         | 1幅             | 個人                                 |                   |                    | |
| 七福神図                                  | 絹本著色                         | 1幅             | 個人                                 |                   |                    | |
| 旭日瑞祥亀図                              | 絹本著色                         | 1幅             | 福山市・萬年寺                       |                   | 款記「法橋一信筆」 | |
| 群馬図                                    | 紙本著色                         | 双幅            | 大英博物館                           |                   |                    | |
| 苦行釈迦図                                | 絹本著色                         | 1幅             | カンザス大学スペンサー・ミュージアム |                   |                    | |
| 大黒舞図                                  | 絹本著色                         | 1幅             | 個人                                 |                   |                    | |
| 村林彦治郎像                              | 絹本著色                         | 1幅             | 個人                                 |                   |                    | 村林彦治郎については未詳。 |
| 五百羅漢図                                | 絹本著色                         | 100幅           | 東京・増上寺                         |                   |                    | 港区指定文化財 |
| 五百羅漢図                                | 絹本著色                         | 50幅            | 東京国立博物館                       |                   |                    | 増上寺本とほぼ同じ図柄で、一幅に二図描かれ、一図の大きさは増上寺のものの約半分の作品。明治42年（1909年）、富美宮允子内親王と泰宮聡子内親王より東京帝室博物館の表慶館に下げ渡され、8500円で買い上げられた。かつては増上寺本の下絵か、一信の最晩年に増上寺本と並行して作られたとも言われたが、最近は画風や落款書体の相違から、弟子の一純や妙安が一信没後に制作したという見方が強まっている。 |

## 参考資料
- 東京都港区教育委員会 『狩野一信筆「五百羅漢図」港区文化財調査報告書』 1983年
- 松嶋雅人 『日本の美術534 狩野一信』 ぎょうせい、2010年、ISBN 978-4-324-08743-5
- 『芸術新潮』 2011年5月号 「知られざる超大作の扉が今開く！ 五百羅漢の絵師狩野一信」
- 安村敏信 『日本文化 私の最新講義01 江戸絵画の非常識 近世絵画の定説をくつがえす』 敬文舎、2013年、ISBN 978-4-906822-61-4
- 『国華』第1437号「特輯 狩野一信」、朝日新聞社、2015年7月20日、ISBN 978-4-02-291437-8

論文
- 河合正朝 「増上寺蔵・一信筆「五百羅漢図」との出会いと、その後」（『千葉市美術館紀要 採蓮』第16号、2013年9月、pp.7-18）
- 梅沢恵 「増上寺蔵 一信筆五百羅漢図における図像の継承と「新様」」矢島新編 『近世の宗教美術─領域の拡大と新たな価値観の模索』 竹林舎、2015年3月1日、pp.195-213、ISBN 978-4-902084-62-7
- 白木菜保子 「逸見一信筆「五百羅漢図」と近世後期における戒律復興」『美術史』第179冊、美術史學会、2015年10月30日、pp.133-151
- 白木菜保子 「逸見家旧所蔵資料と増上寺蔵五百羅漢図の制作について」、小澤絵理子 「平成二十八年度港区指定文化財 「狩野一信関連資料〈逸見家伝来〉」一括について」『研究紀要19 （平成28年度）』 港区 教育委員会事務局 図書・文化財課　文化財係（港区立港郷土資料館）、2017年3月31日
- 白木菜保子 「逸見（狩野）一信筆五百羅漢図における梵土表現の調査研究」『鹿島美術研究（年報第34号別冊）』 公益財団法人 鹿島美術財団、2017年11月15日、pp.1-11

画集・美術全集
- 安村敏信 山下裕二 『狩野一信 五百羅漢図』 小学館、2011年3月15日、ISBN 978-4-09-699857-1
- 山下裕二ほか編 『日本美術全集16 激動期の美術』 小学館、2013年10月、ISBN 978-4-0960-1116-4

展覧会図録
- 『幕末の怪しき仏師─狩野一信の五百羅漢図』 東京国立博物館、2006年
- 『法然上人八百年御忌奉賛 増上寺秘蔵の仏画 五百羅漢 幕末の絵師 狩野一信』 江戸東京博物館、2011年
- 『大本山増上寺蔵 五百羅漢図─幕末の鬼才 狩野一信』 山口県立美術館、五百羅漢展実行委員会、2013年10月10日